# Truvelo SR
Bei den vom südafrikanischen Hersteller Truvelo Manufacturers (Pty) Ltd. hergestellten Truvelo SR, kurz für Sniper Rifle, handelt es sich um eine Waffenfamilie von Scharfschützengewehren und Anti-materiel rifles.
Das SR wird in sechs verschiedenen Kalibern produziert. Dabei reicht die Bandbreite von 7,62 × 51 mm NATO bis hin zum Kaliber 20 × 110 mm, das einst in leichten Flugabwehrkanonen genutzt wurde. Im Äußeren unterscheiden sich die Gewehre durch die Abmessungen und die Form der Rückstoßdämpfer. Typisch bei allen Gewehren der SR-Reihe ist der unter dem Verschluss befindliche Truvelo-Schriftzug. Der Verschlussträger selbst besteht aus einem einzigen gefrästen Block 817M40-Stahl, der Kolben hingegen ist aus einer Aluminiumlegierung gefertigt und auch als Klappschaft lieferbar. Der Kolben ist voll verstellbar und verfügt über einen Erdsporn. Der freistehende Pistolengriff besteht aus Polymer und ist hohl. Im Kaliber 20 × 110 mm ist die Waffe ein Einzellader. Alle anderen Typen sind Mehrlader mit einem Stahlblechmagazin.